# Henryka Golińska
Henryka Golińska (ur. 31 maja 1927 w Łodzi) – polska prządka, poseł na Sejm PRL IV kadencji.

## Życiorys
Uzyskał wykształcenie podstawowe, z zawodu prządka. Pracowała w Zakładach Przemysłu Bawełnianego im. Obrońców Pokoju w Łodzi jako przewodnicząca oddziałowej Rady Zakładowej. W 1965 uzyskała mandat posła na Sejm PRL w okręgu Łódź-Śródmieście z ramienia Polskiej Zjednoczonej Partii Robotniczej. W parlamencie zasiadała w Komisji Pracy i Spraw Socjalnych oraz w Komisji Przemysłu Lekkiego, Rzemiosła i Spółdzielczości Pracy.